# Альона
Альо́на (рос. Алёна; біл. Алёна) — білоруська форма імені, особливо розповсюджена в країнах бувшого СССР. Ім'я Альона є похідною формою від  імені Олена, яке поступово стала самостійним ім'ям.

## Відомі носійки
- Альона Володимирівна Бондаренко (нар. 1984) — українська тенісистка.
- Альона Вінницька (справжнє ім'я Ольга Вікторівна Вінницька; нар. 1974) — українська співачка.
- Альона Андріївна Хомич (нар. 1981) — російська хокеїстка.
- Альона Апіна (справжнє ім'я Олена Євгенівна Апіна; нар. 1964) — російська співачка.
- Alyona Alyona (справжнє ім'я Альона Олегівна Савраненко; нар. 1991) — українська реп-виконавиця.
- Альона Валеріївна Бабак (нар. 1969) — український політик, колишній міністр розвитку громад і територій України.
- Альона Миколаївна Кушнір (?—2022) — українська військовослужбовиця, учасниця російсько-української війни.